# Campeonato Africano de Atletismo de 2018 - 400 m masculino
A prova dos 400 metros masculino do Campeonato Africano de Atletismo de 2018 foi disputada entre os dias 1 e 3 de agosto, no Estádio Stephen Keshi,  em  Asaba,  na Nigéria. 

## Recordes
Antes desta competição, os recordes mundiais e do campeonato nesta prova eram os seguintes:
|                       | Nome              | Nacionalidade | Tempo  | Local          | Data                 |
| --------------------- | ----------------- | ------------- | ------ | -------------- | -------------------- |
| Recorde mundial       | Wayde van Niekerk | África do Sul | 43s 03 | Rio de Janeiro | 14 de agosto de 2016 |
| Recorde do campeonato | Isaac Makwala     | Botswana      | 44s 23 | Marraquexe     | 12 de agosto de 2014 |
| Recorde africano      | Wayde van Niekerk | África do Sul | 43s 03 | Rio de Janeiro | 14 de agosto de 2016 |

## Medalhistas
| Ouro                 | Prata               | Bronze             |
| Baboloki Thebe (BOT) | Thapelo Phora (RSA) | Chidi Okezie (NGR) |

## Cronograma
Todos os horários são locais (UTC+1). 
| Data        | Hora  | Evento    |
| ----------- | ----- | --------- |
| 1 de agosto | 17:00 | Bateria   |
| 2 de agosto | 18:00 | Semifinal |
| 3 de agosto | 17:15 | Final     |

## Resultados

### Bateria
Qualificação: 4 atletas de cada bateria (Q) mais os 4 melhores qualificados (q).
| Posição | Bateria | Atleta                  | Nacionalidade  | Tempo | Notas |
| ------- | ------- | ----------------------- | -------------- | ----- | ----- |
| 1       | 5       | Baboloki Thebe          | Botswana       | 45.94 | Q     |
| 2       | 5       | Thapelo Phora           | África do Sul  | 46.02 | Q     |
| 3       | 5       | Alphas Kishoyian        | Quênia         | 46.24 | Q     |
| 4       | 3       | Chidi Okezie            | Nigéria        | 46.33 | Q     |
| 5       | 1       | Leungo Scotch           | Botswana       | 46.45 | Q     |
| 6       | 5       | Orukpe Erayokan         | Nigéria        | 46.55 | Q     |
| 7       | 3       | Jared Momanyi           | Quênia         | 46.69 | Q     |
| 8       | 2       | Onkabetse Nkobolo       | Botswana       | 46.75 | Q     |
| 9       | 3       | Zakithi Nene            | África do Sul  | 46.82 | Q     |
| 10      | 2       | Mohamed Fares Jlassi    | Tunísia        | 46.94 | Q     |
| 11      | 4       | Leonard Opiny           | Uganda         | 47.04 | Q     |
| 12      | 1       | Slimane Moula           | Argélia        | 47.12 | Q     |
| 13      | 2       | Nsangou Tetndap         | Camarões       | 47.22 | Q     |
| 14      | 4       | Momodou Bah             | Gâmbia         | 47.24 | Q     |
| 15      | 1       | Ernst Narib             | Namíbia        | 47.29 | Q     |
| 16      | 2       | Thandaza Zwane          | Essuatíni      | 47.41 | Q     |
| 17      | 4       | Abdoraman Abdo          | Etiópia        | 47.44 | Q     |
| 18      | 2       | Mahmad Alexander Bock   | Namíbia        | 47.53 | q     |
| 19      | 4       | Daniel Mbewe            | Zâmbia         | 47.54 | Q     |
| 19      | 5       | Bienvenu Sawadogo       | Burquina Fasso | 47.54 | q     |
| 21      | 3       | Andile Lusenga          | Essuatíni      | 47.69 | Q     |
| 22      | 4       | Samson Nathaniel        | Nigéria        | 47.84 | q     |
| 23      | 1       | Rodwell Ndlovu          | Zimbabwe       | 47.88 | Q     |
| 24      | 2       | Mosisa Siyoum           | Etiópia        | 47.92 | q     |
| 25      | 5       | Leon Tafirenyika        | Zimbabwe       | 48.13 |       |
| 26      | 4       | Pieter Conradie         | África do Sul  | 48.34 |       |
| 27      | 3       | Djibulou Malick         | Senegal        | 48.41 |       |
| 28      | 1       | Rija Gardiner           | Madagáscar     | 48.58 |       |
| 29      | 1       | Ibrahima Mbengue        | Senegal        | 48.59 |       |
| 30      | 5       | Mahamat Bachir          | Chade          | 48.64 |       |
| 31      | 2       | Edmond Hounthon         | Benim          | 48.83 |       |
| 32      | 1       | Efrem Mekonnen          | Etiópia        | 48.98 |       |
| 32      | 3       | Blessing Nyandoro       | Zimbabwe       | 48.98 |       |
| 34      | 4       | Moussa Adamou Moustapha | Níger          | 49.54 |       |
| 35      | 4       | Stefano Bibi            | Seicheles      | 49.68 |       |
| 36      | 3       | Alhagie Salim Drammeh   | Gâmbia         | DNF   |       |
| 37      | 1       | Boniface Mweresa        | Quênia         | DNS   |       |
| 37      | 2       | Anas Beshr              | Egito          | DNS   |       |
| 37      | 3       | Moussa Zaroumeye        | Níger          | DNS   |       |
| 37      | 5       | Abdelmalik Lahoulou     | Argélia        | DNS   |       |

### Semifinal
Qualificação: 2 atletas de cada bateria  (Q) mais os  2 melhores qualificados (q). 
| Posição | Bateria | Atleta                | Nacionalidade  | Tempo | Notas |
| ------- | ------- | --------------------- | -------------- | ----- | ----- |
| 1       | 2       | Thapelo Phora         | África do Sul  | 45.76 | Q     |
| 2       | 3       | Chidi Okezie          | Nigéria        | 46.09 | Q     |
| 3       | 2       | Orukpe Erayokan       | Nigéria        | 46.10 | Q     |
| 4       | 3       | Alphas Kishoyian      | Quênia         | 46.14 | Q     |
| 5       | 1       | Baboloki Thebe        | Botswana       | 46.25 | Q     |
| 6       | 3       | Onkabetse Nkobolo     | Botswana       | 46.35 | q     |
| 7       | 2       | Momodou Bah           | Gâmbia         | 46.76 | q     |
| 8       | 1       | Jared Momanyi         | Quênia         | 46.79 | Q     |
| 9       | 1       | Nsangou Tetndap       | Camarões       | 46.84 |       |
| 10      | 3       | Thandaza Zwane        | Essuatíni      | 46.91 |       |
| 11      | 1       | Zakithi Nene          | África do Sul  | 46.94 |       |
| 12      | 3       | Ernst Narib           | Namíbia        | 47.11 |       |
| 13      | 1       | Leonard Opiny         | Uganda         | 47.14 |       |
| 14      | 1       | Samson Nathaniel      | Nigéria        | 47.22 |       |
| 15      | 2       | Leungo Scotch         | Botswana       | 47.32 |       |
| 16      | 2       | Bienvenu Sawadogo     | Burquina Fasso | 47.34 |       |
| 17      | 2       | Slimane Moula         | Argélia        | 47.37 |       |
| 18      | 2       | Abdoraman Abdo        | Etiópia        | 47.76 |       |
| 19      | 1       | Daniel Mbewe          | Zâmbia         | 47.82 |       |
| 20      | 3       | Rodwell Ndlovu        | Zimbabwe       | 47.94 |       |
| 21      | 2       | Mahmad Alexander Bock | Namíbia        | 48.02 |       |
| 22      | 3       | Mosisa Siyoum         | Etiópia        | 48.48 |       |
| 23      | 1       | Andile Lusenga        | Essuatíni      | DNF   |       |
| 23      | 3       | Mohamed Fares Jlassi  | Tunísia        | DNF   |       |

### Final
| Posição           | Raia | Atleta            | Nacionalidade | Tempo | Notas |
| ----------------- | ---- | ----------------- | ------------- | ----- | ----- |
| Medalha de ouro   | 5    | Baboloki Thebe    | Botswana      | 44.81 |       |
| Medalha de prata  | 3    | Thapelo Phora     | África do Sul | 45.14 |       |
| Medalha de bronze | 4    | Chidi Okezie      | Nigéria       | 45.65 |       |
| 4                 | 8    | Alphas Kishoyian  | Quênia        | 46.08 |       |
| 5                 | 6    | Orukpe Erayokan   | Nigéria       | 46.38 |       |
| 6                 | 2    | Onkabetse Nkobolo | Botswana      | 46.83 |       |
| 7                 | 7    | Jared Momanyi     | Quênia        | 47.54 |       |
| 8                 | 1    | Momodou Bah       | Gâmbia        | 47.75 |       |

Legenda
| Recorde mundial       | Recorde mundial (World record)               |                       | Recorde africano                      | Recorde africano (African) |                                           | Q | Classificado por posição (Qualified) |
| Recorde do campeonato | Recorde do campeonato (Championship record)  | Recorde da América    | Recorde da América (Americas)         | q                          | Classificado por melhor tempo (Qualified) |   |                                      |
| Melhor marca do ano   | Melhor marca do ano (World leading)          | Recorde asiático      | Recorde asiático (Asian)              | DNS                        | Não largou (Did not start)                |   |                                      |
| Recorde nacional      | Recorde nacional (National record)           | Recorde europeu       | Recorde europeu (European)            | DNF                        | Não terminou (Did not finish)             |   |                                      |
| Recorde pessoal       | Recorde pessoal do atleta (Personal best)    | Recorde da Oceania    | Recorde da Oceania (Oceania)          | DSQ / DQ                   | Desclassificado (Disqualified)            |   |                                      |
| Recorde da temporada  | Recorde da temporada do atleta (Season best) | Recorde sul-americano | Recorde sul-americano (South America) | NM                         | Sem marca (No mark)                       |   |                                      |